# باغ انگلیسی
باغ انگلیسی (به انگلیسی: English landscape garden) سبکی از معماری باغ منظر است که در اوایل قرن ۱۸ در انگلستان پدید آمد. در این دوره، این سبک در سراسر اروپا گسترش یافت و جایگزین سبک باغ فرانسوی شد که در قرن ۱۷ به عنوان سبک اصلی باغبانی اروپا ظهور کرده بود.